# Friedrich Ohlenschlager

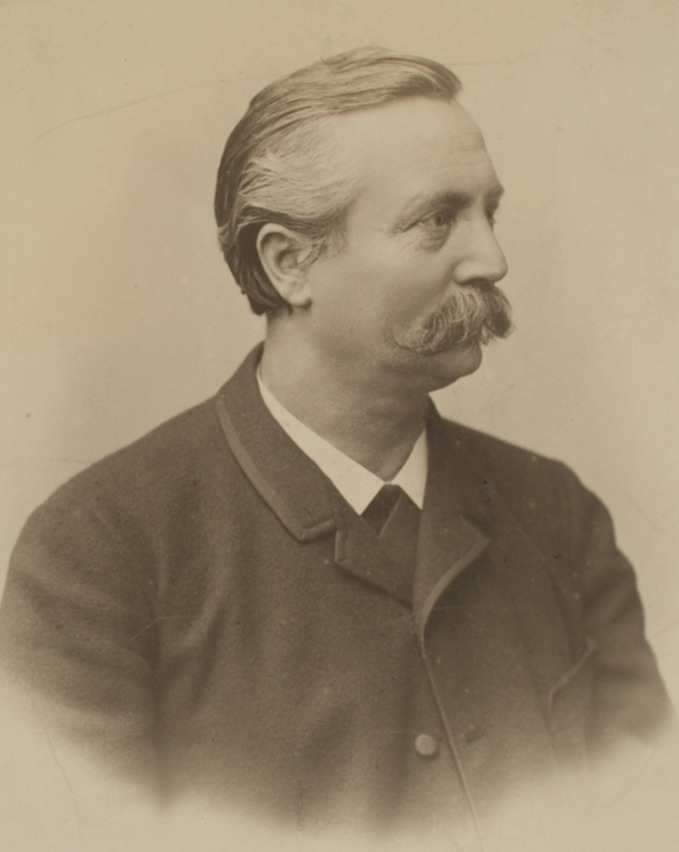
Friedrich Ohlenschlager

Friedrich Ohlenschlager (geboren am 2. August 1840 in Niedernberg; gestorben am 14. Dezember 1916 in München) war ein deutscher Klassischer Philologe, Prähistoriker und Provinzialrömischer Archäologe sowie Gymnasialprofessor und Rektor.

## Werdegang
Friedrich Ohlenschlager besuchte das Humanistische Gymnasium in Frankfurt am Main und studierte anschließend Klassische Philologie an der Universität München. 
Ab 1864 war er als Assistenz-Lehrer an der Studienanstalt in Eichstätt angestellt, wo er 1869 Studienlehrer an der Lateinschule wurde.
Zum 31. Dezember 1870 wurde er als Studienlehrer an das Maximiliansgymnasium in München versetzt, das seinerzeit unter der Direktion von Anton Linsmayer stand. Im Jahr 1887 wurde Friedrich Ohlenschlager zum Rektor der Studienanstalt in Speyer ernannt, die er bis 1898 leitete, um schließlich Rektor des Ludwigsgymnasiums in München zu werden, eine Position, die er bis zu seiner Versetzung in den Ruhestand im Jahr 1909 versah. Der Philologisch-Historische Verein München im Naumburger Kartellverband ernannte ihn zum Ehrenmitglied.

## Wissenschaftliche Arbeiten
Bereits 1869 in Eichstätt begann Friedrich Ohlenschlager mit seinen Studien zu Bayerns Geschichte in vorgeschichtlicher und römischer Zeit. Zunächst auf lokale Forschungen begrenzt, dehnte er sein Untersuchungsgebiet kontinuierlich aus und erfasste schließlich ganz Bayern. Er knüpfte Kontakte zu zahlreichen Heimatforschern und Altertumsinteressierten, sammelte gedruckte und handschriftliche Mitteilungen zu Funden und ordnete das so gewonnene Material. Um Vergleichbarkeit und Überblick zu erhalten, begann er, Funde kartographisch zu erfassen. Auf der sechsten Allgemeinen Versammlung der deutschen Gesellschaft für Anthropologie, Ethnologie und Urgeschichte 1875 in München stellte er sein Konzept vor und betonte die Notwendigkeit für die Erstellung einer ganz Bayern umfassenden Fundkarte. Im selben Jahr publizierte er bereits den ersten Teil seines Verzeichnisses der Fundorte zur prähistorischen Karte Bayerns, den Bereich südlich der Donau umfassend. Ab 1879 gab die Deutsche Gesellschaft für Anthropologie, Ethnologie und Urgeschichte das von Ohlenschlager erarbeitete Kartenmaterial heraus. Bis 1890 kamen 15 seiner Karten im Maßstab 1:25.000 zum Druck. Ohlenschlager war hierfür in den Sommerferien der Jahre 1875, 1879, 1880 und 1886 den gesamten Limes in Bayern abgelaufen.
Zu zahlreichen Fundorten und Fragestellungen insbesondere der Provinzialrömischen Archäologie nahm er im Rahmen von Aufsätzen Stellung. Zum Bayern betreffenden Forschungskomplex veröffentlichte er 1884 einen umfassenden Literaturüberblick. Wegen seiner Leistungen auf diesem Gebiet wurde er 1883 zum außerordentlichen Mitglied der Bayerischen Akademie der Wissenschaften gewählt. Im Jahr 1887 publizierte er in deren Abhandlungen eine Studie zu den römischen Grenzmarken, dem Limes in Bayern.
Seine Kenntnisse auf dem Gebiet der Limesforschung führten dazu, dass er bereits mit Gründung der Reichs-Limeskommission 1892 zu deren Mitglied ernannt wurde. Am 20. Mai 1897 wurde ihm von der Universität Heidelberg die Ehrendoktorwürde verliehen. Darüber hinaus wurde er zum Ritter IV. Klasse des Ordens vom Heiligen Michael ernannt.

## Veröffentlichungen (Auswahl)
- Verzeichniss der Fundorte zur prähistorischen Karte Bayerns. Teil 1: Bayern südlich der Donau. Straub, München 1875 (Digitalisat).
- Die Flurnamen der Pfalz und ihre geschichtliche Bedeutung. Jäger, Speyer 1893 (Digitalisat).
- Römische Überreste in Bayern. Lindauer, München 1902 (Digitalisat).